# فرودگاه بین‌المللی فلامینگو
فرودگاه بین‌المللی فلامینگو (به انگلیسی: Flamingo International Airport) (به زبان بومی: Bonaire International Airport) یک فرودگاه همگانی بهره‌برداری هوایی با کد یاتا BON است که یک باند فرود آسفالت دارد و طول باند آن ۲۸۸۰ متر است. این فرودگاه در شهر کرالن‌دیک کشور هلند قرار دارد .